# ベンヒル郡 (ジョージア州)
ベンヒル郡（Ben Hill County）は、アメリカ合衆国ジョージア州にある郡である。人口は1万7634人（2010年）。郡庁所在地はフィツジェラルドである。

## 地理
アメリカ合衆国統計局によると、この郡は総面積658 km2 (254 mi2) である。このうち652 km2 (252 mi2) が陸地で6 km2 (2 mi2) が水地域である。総面積の0.88%が水地域となっている。

## 人口動勢
2000年現在の国勢調査で、この郡は人口17,484人、6,673世帯、及び4,631家族が暮らしている。人口密度は27/km2 (69/mi2) である。12/km2 (30/mi2) の平均的な密度に7,623軒の住宅が建っている。この郡の人種的な構成は白人63.25%、アフリカン・アメリカン32.64%、先住民0.21%、アジア0.28%、太平洋諸島系0.00%、その他の人種2.85%、及び混血0.77%である。ここの人口の4.58%はヒスパニックまたはラテン系である。
この郡内の住民は27.50%が18歳未満の未成年、18歳以上24歳以下が9.70%、25歳以上44歳以下が27.00%、45歳以上64歳以下が22.50%、及び65歳以上が13.30%にわたっている。中央値年齢は35歳である。女性100人ごとに対して男性は91.80人である。18歳以上の女性100人ごとに対して男性は88.00人である。
この郡内の世帯ごとの平均的な収入は27,100米ドルであり、家族ごとの平均的な収入は33,023米ドルである。男性は26,750米ドルに対して女性は19,547米ドルの平均的な収入がある。この郡の一人当たりの収入 (per capita income) は14,093米ドルである。人口の22.30%及び家族の18.70%は貧困線以下である。全人口のうち18歳未満の33.30%及び65歳以上の17.60%は貧困線以下の生活を送っている。

## 都市及び町
- Fitzgerald

1. ↑   Find a County, National Association of Counties 2011年6月7日閲覧。
2. ↑   American FactFinder, United States Census Bureau 2008年1月31日閲覧。